# Prophecy of Ragnarök
Prophecy Of Ragnarök è il primo album della band svedese Brothers Of Metal.

## Tracce
1. The Death Of The God Of Light – 3:30
2. Son Of Odin – 3:59
3. Prophecy Of Ragnarök – 3:42
4. Defenders Of Valhalla – 4:09
5. Concerning Norns – 1:40
6. Yggdrasil – 4:32
7. Tyr – 3:36
8. Siblings Of Metal – 3:36
9. Gods Of War – 3:55
10. Freya – 4:13
11. The Mead Song – 3:37
12. Sleipnir – 3:04
13. Fire Blood And Steel – 3:12
14. We Believe In Metal – 4:43